# Tânia Oleiro
Tânia Oleiro (Lisboa, 22 de janeiro de 1979) é uma fadista profissional, desde 2002. É filha da fadista Maria Do Céu Oleiro.
Uma música popular dela é "Lisboa e o Fado".

## Discografia
Editou, em 2016, o primeiro disco Terços de Fado e o segundo, em 2020, Tânia Oleiro Fado.
- 2016 – Terços de Fado
- 2020 – Tânia Oleiro Fado
- 2024 – Lisboa e o Fado